# Observatorio Europeo Austral

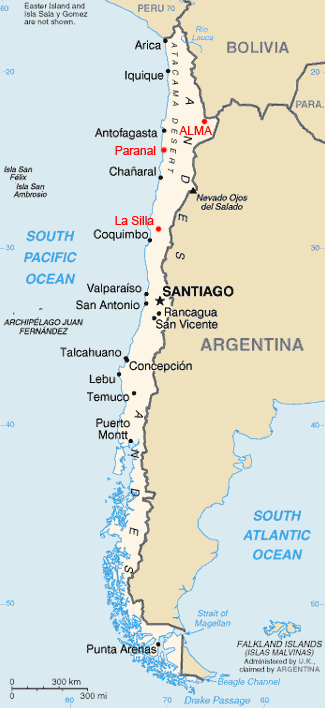
Mapa de observatorios

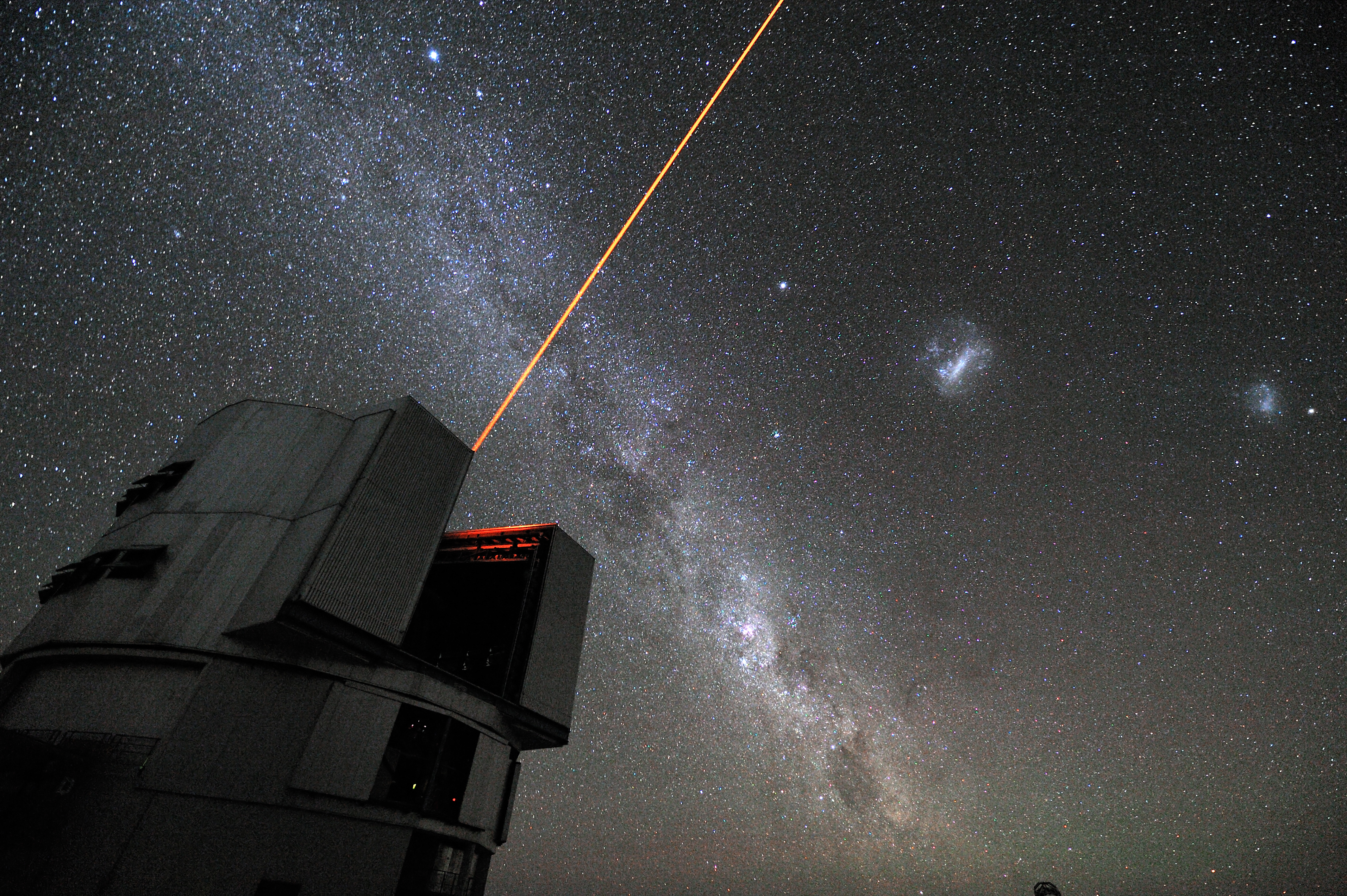
Láser guía de uno de los telescopios

La Organización Europea para la Investigación Astronómica en el Hemisferio Austral (en inglés European Organisation for Astronomical Research in the Southern Hemisphere), más conocida como el Observatorio Europeo Austral (en inglés European Southern Observatory) es una organización astronómica intergubernamental creada en el año 1962, dedicada a la astrofísica y al desarrollo y operación de telescopios en la Zona Norte de Chile.
Sus oficinas centrales están en Garching, cerca de Múnich, Alemania, y además cuenta con una oficina en Santiago, Chile.
Uno de los proyectos más destacados del ESO es el Telescopio Extremadamente Grande, la propuesta para la nueva generación de telescopios ópticos terrestres.

## Historia
La idea de que los astrónomos europeos establecieran un gran observatorio común fue planteada por Walter Baade y Jan Oort en un viaje en el buque IJsselemeer en los Países Bajos, próximo al Observatorio de Leiden, en los Países Bajos, en la primavera de 1953. Oort siguió adelante con ella y reunió a un grupo de astrónomos en Leiden para estudiarla el 21 de junio de ese año. Inmediatamente después, el tema se siguió debatiendo en la conferencia de Groningen (Países Bajos). El 26 de enero de 1954, doce astrónomos de seis países europeos firmaron una declaración de ESO en la sala del Rectorado en la Universidad de Leiden en la que expresaban su deseo de que se estableciera un observatorio europeo conjunto en el hemisferio sur.
En ese momento, todos los telescopios reflectores con una apertura de 2 metros o más estaban ubicados en el hemisferio norte. La decisión de construir el observatorio en el hemisferio sur se debió a la necesidad de observar el cielo austral; algunos temas de investigación (como las partes centrales de la Vía Láctea y las Nubes de Magallanes) sólo eran accesibles desde el hemisferio sur.
| Director general en funciones  |               |
| ------------------------------ | ------------- |
| Otto Heckmann                  | 1962-1969     |
| Adriaan Blaauw                 | 1970-1974     |
| Lodewijk Woltjer               | 1975-1987     |
| Harry van der Laan             | 1988-1992     |
| Riccardo Giacconi              | 1993-1999     |
| Catherine Cesarsky             | 1999-2007     |
| Tim de Zeeuw                   | 2007-2017     |
| Xavier Barcons                 | 2017-presente |
| Fuente: www.eso.org, sobre ESO |               |

Aunque inicialmente estaba previsto instalar telescopios en Sudáfrica (donde se encontraban varios observatorios europeos), las pruebas realizadas entre 1955 y 1963 demostraron que era preferible un emplazamiento en los Andes. El 15 de noviembre de 1963 Chile fue elegido como el emplazamiento para el observatorio de ESO. La decisión fue precedida por la Convención de ESO, firmada el 5 de octubre de 1962 por Bélgica, Alemania, Francia, Países Bajos y Suecia. Otto Heckmann fue nombrado primer director general de la organización el 1 de noviembre de 1962.
En 1954 se redactó una propuesta preliminar de convenio de las organizaciones astronómicas de estos cinco países. Aunque se introdujeron algunas modificaciones en el documento inicial, la convención avanzó lentamente hasta 1960, cuando se debatió durante la reunión del comité de ese año. El nuevo borrador se examinó en detalle, y un miembro del consejo del CERN (la Organización Europea para la Investigación Nuclear) destacó la necesidad de una convención entre gobiernos (además de organizaciones).
La convención y la implicación del gobierno se hicieron apremiantes debido al rápido aumento de los costes de las expediciones para probar los emplazamientos. La versión final de 1962 fue adoptada en gran medida de la convención del CERN, debido a las similitudes entre las organizaciones y a la doble pertenencia de algunos miembros.
En 1966, comenzó a funcionar el primer telescopio de ESO en el emplazamiento de La Silla, en Chile. Dado que el CERN (al igual que ESO) contaba con sofisticados instrumentos, la organización astronómica recurrió con frecuencia al organismo de investigación nuclear en busca de asesoramiento, y en 1970 se firmó un acuerdo de colaboración entre ESO y el CERN. Varios meses después, la división de telescopios de ESO se trasladó a un edificio del CERN en Ginebra y el Laboratorio del Atlas del Cielo de ESO se estableció en propiedad del CERN. Los departamentos europeos de ESO se trasladaron a la nueva sede central de ESO en Garching (cerca de Múnich), Alemania, en 1980.

## Miembros
La organización está compuesta de dieciséis países miembros plenos: Bélgica, Alemania, Francia, los Países Bajos, Suecia, Dinamarca, Suiza, Italia, Portugal, Polonia, Reino Unido, Finlandia, España, República Checa, Irlanda y Austria. Chile es considerado miembro sede.

## Observatorios en Chile
Aunque la sede central de la ESO se encuentra en Alemania, opera en Chile desde noviembre del año 1963 conforme a un convenio celebrado con el gobierno chileno que cede aproximadamente el 10% del tiempo de observación para sus astrónomos. En el desierto de Atacama se encuentran tres observatorios astronómicos:
- El observatorio de La Silla, inaugurado en 1969 a 600 km al norte de Santiago y a 2400 m s. n. m.
- El observatorio de Paranal, ubicado en cerro Paranal a 2600 m s. n. m., aquí se encuentran los telescopios VLT.
- El Llano de Chanjnantor sobre 5000 m s. n. m. donde se encuentra en operación el radiotelescopio APEX, y la red de antenas submilimétricas de 12 m denominadas Atacama Large Millimeter Array (ALMA).

Estos se encuentran entre los mejores lugares para observaciones astronómicas del hemisferio austral.

### La Silla

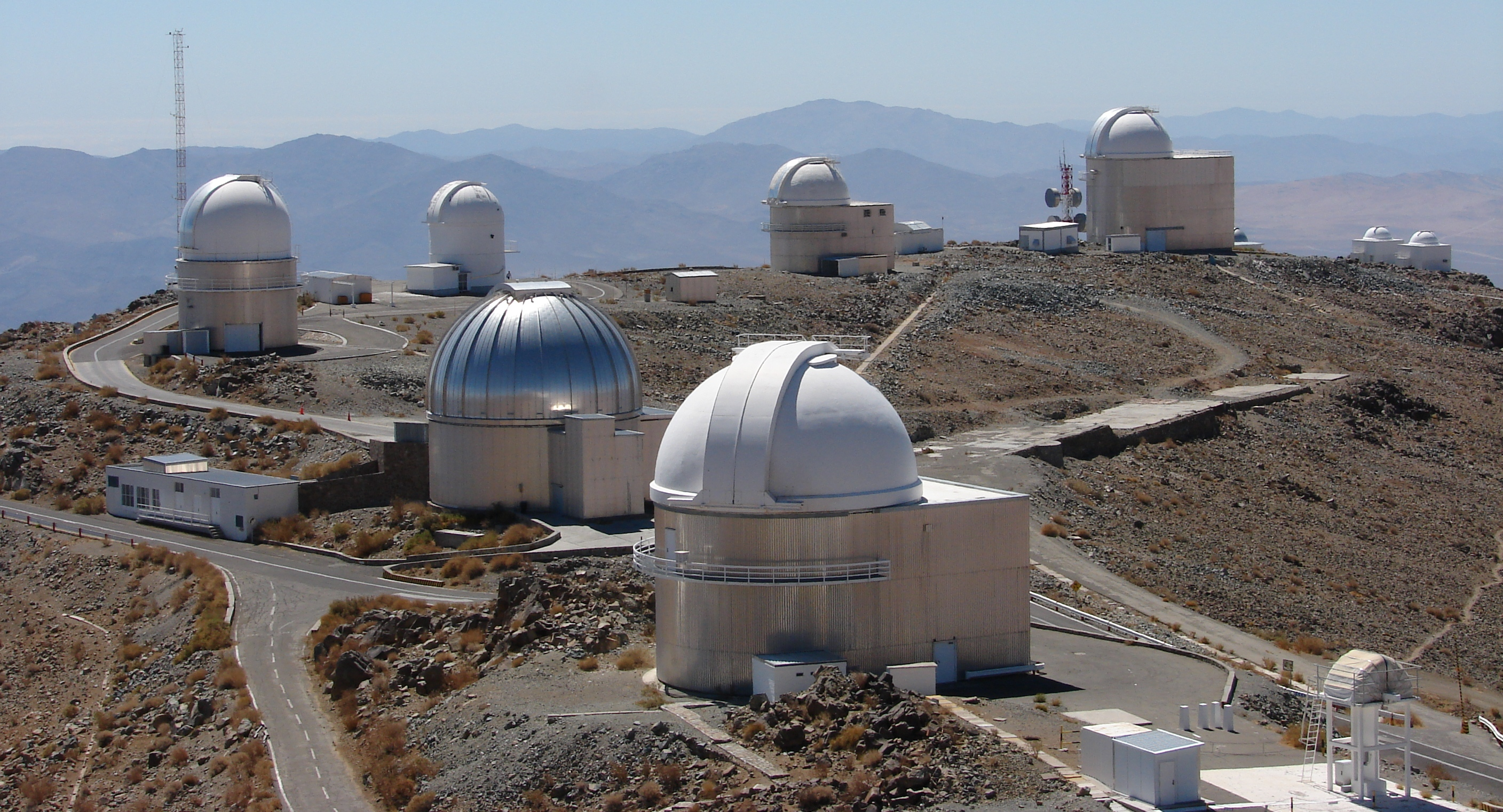
Conjunto de telescopios de La Silla

La Silla, situado en el sur del desierto de Atacama 600 kilómetros (372,8 mi) al norte de Santiago de Chile a una altitud de 2400 metros (2624,7 yd), es la sede del sitio de observación original de ESO. Al igual que otros observatorios de la zona, La Silla está lejos de fuentes de contaminación lumínica y tiene uno de los cielos nocturnos más oscuros de la Tierra. En La Silla, ESO opera tres telescopios: uno de 3,6 metros, el New Technology Telescope (NTT) y el Max-Planck-ESO Telescope de 2,2 metros.
El observatorio alberga instrumentos para visitantes, que se fijan al telescopio durante un periodo de observación y luego se retiran. La Silla también alberga telescopios nacionales, como el suizo de 1,2 metros y el danés de 1,5 metros.
Alrededor de 300 publicaciones revisadas anualmente son atribuibles al trabajo del observatorio. Los descubrimientos realizados con los telescopios de La Silla incluyen la detección por el espectrógrafo HARPS de los planetas que orbitan dentro del sistema planetario Gliese 581, que contiene el primer planeta rocoso conocido en una zona habitable fuera del sistema solar. Varios telescopios de La Silla desempeñaron un papel en la vinculación de brotes de rayos gamma, las explosiones más energéticas del universo desde el Big Bang, con las explosiones de estrellas masivas. El Observatorio ESO La Silla también desempeñó un papel en el estudio de la supernova SN 1987A.

#### Telescopio ESO de 3,6 metros

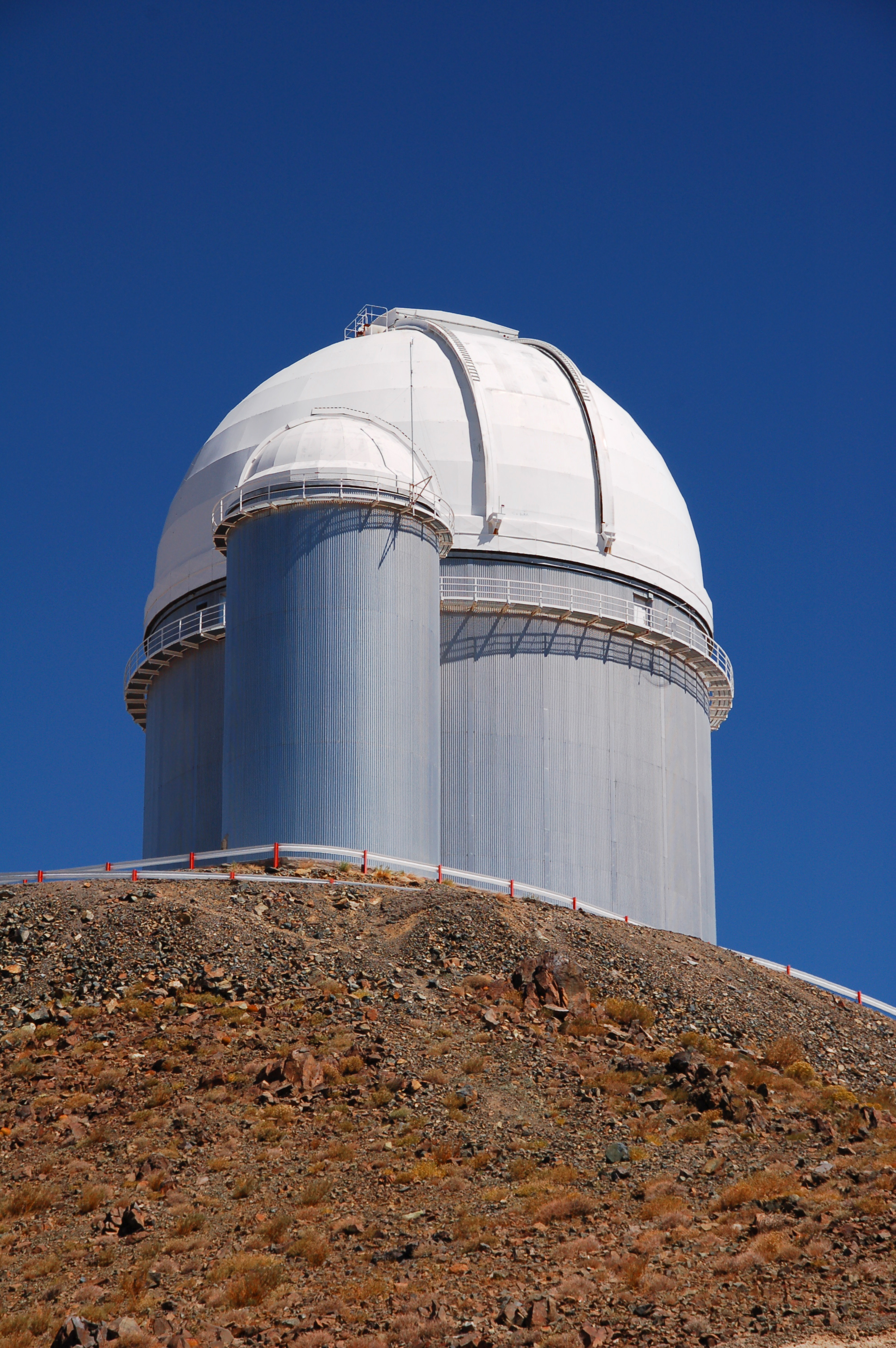
El telescopio ESO 3.6 m.

El telescopio ESO de 3,6 metros comenzó a funcionar en 1977. Ha sido actualizado, incluyendo la instalación de un nuevo espejo secundario. El telescopio de diseño convencional con montaje en herradura se utilizó principalmente para espectroscopia infrarroja; actualmente alberga el espectrógrafo HARPS, utilizado en la búsqueda de planetas extrasolares y para astrosismología. El telescopio fue diseñado para una velocidad radial de muy alta precisión a largo plazo (del orden de 1 m/s).

#### Telescopio de nueva tecnología

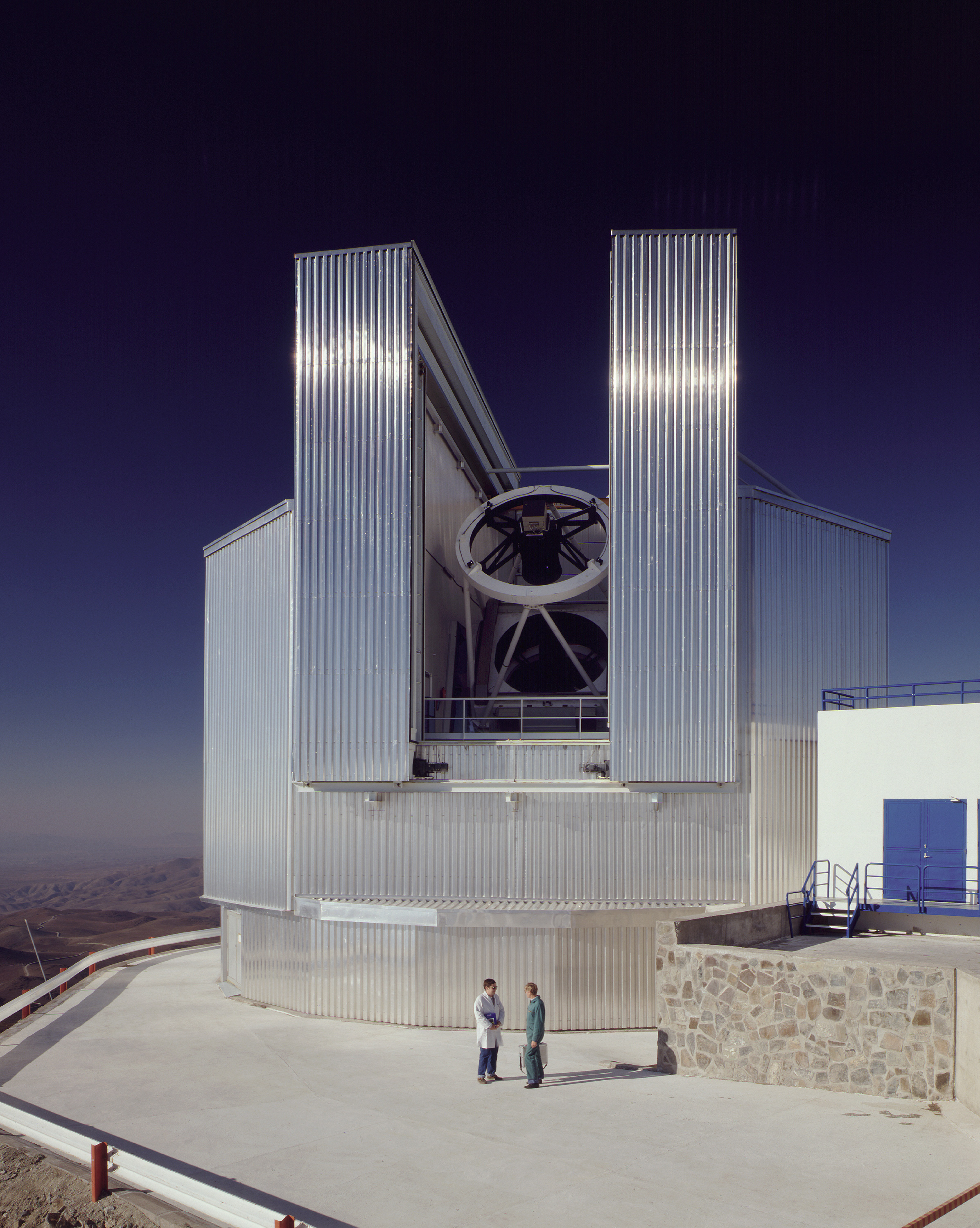
El telescopio de Nueva Tecnología.

El New Technology Telescope (NTT) es un telescopio altazimutal, Ritchey-Chrétien de 3,58 metros, inaugurado en 1989 y el primero del mundo con un espejo principal controlado por ordenador. La forma del espejo flexible se ajusta durante la observación para preservar una calidad de imagen óptima. La posición del espejo secundario también es ajustable en tres direcciones. Esta tecnología (desarrollada por ESO y conocida como óptica activa) se aplica ahora a todos los grandes telescopios, incluidos el VLT y el futuro ELT.
El diseño del recinto octogonal que alberga el NTT es innovador. La cúpula del telescopio es relativamente pequeña y está ventilada por un sistema de aletas que dirigen el flujo de aire suavemente a través del espejo, reduciendo las turbulencias y dando lugar a imágenes más nítidas.

#### Telescopio MPG/ESO de 2,2 metros
El telescopio de 2,2 metros ha estado en funcionamiento en La Silla desde principios de 1984, y está en préstamo indefinido a ESO por parte de la Max Planck Society (Max-Planck-Gesellschaft zur Förderung der Wissenschaften, o MPG, en alemán). El tiempo de observación del telescopio se reparte entre los programas de observación de la MPG y de la ESO, mientras que la operación y el mantenimiento del telescopio son responsabilidad de la ESO.
Su instrumentación incluye un generador de imágenes de campo amplio (WFI) de 67 millones de píxeles con un field of view tan grande como la Luna llena, que ha tomado muchas imágenes de objetos celestes. Otros instrumentos utilizados son GROND (Gamma-Ray Burst Optical Near-Infrared Detector), que busca el resplandor de los estallidos de rayos gamma, las explosiones más potentes del universo, y el espectrógrafo de alta resolución FEROS (Fiber-fed Extended Range Optical Spectrograph), utilizado para realizar estudios detallados de las estrellas.

#### Otros telescopios
La Silla también alberga varios telescopios nacionales y de proyectos no operados por ESO. Entre ellos se encuentran el Telescopio Euler suizo, el Telescopio Nacional danés y los telescopios REM, TRAPPIST y TAROT.
- El Telescopio Euler es un telescopio de 1,2 metros construido y operado por el Observatorio de Ginebra en Suiza. Se utiliza para realizar mediciones de velocidad radial de alta precisión que se emplean principalmente en la búsqueda de grandes planetas extrasolares en el hemisferio sur celeste. Su primer descubrimiento fue un planeta en órbita alrededor de Gliese 86.[23] Otros programas de observación se centran en estrellas variables, astrosismología, estallidos de rayos gamma, seguimiento de núcleos galácticos activos (AGN) y lentes gravitacionaleses.[24]
- El Telescopio Nacional Danés de 1,54 metros fue construido por Grubb-Parsons y se utiliza en La Silla desde 1979. El telescopio tiene una montura off-axis, y la óptica es un diseño Ritchey-Chrétien. Debido a la montura del telescopio y al espacio limitado dentro de la cúpula, tiene importantes restricciones de apuntamiento.[25]

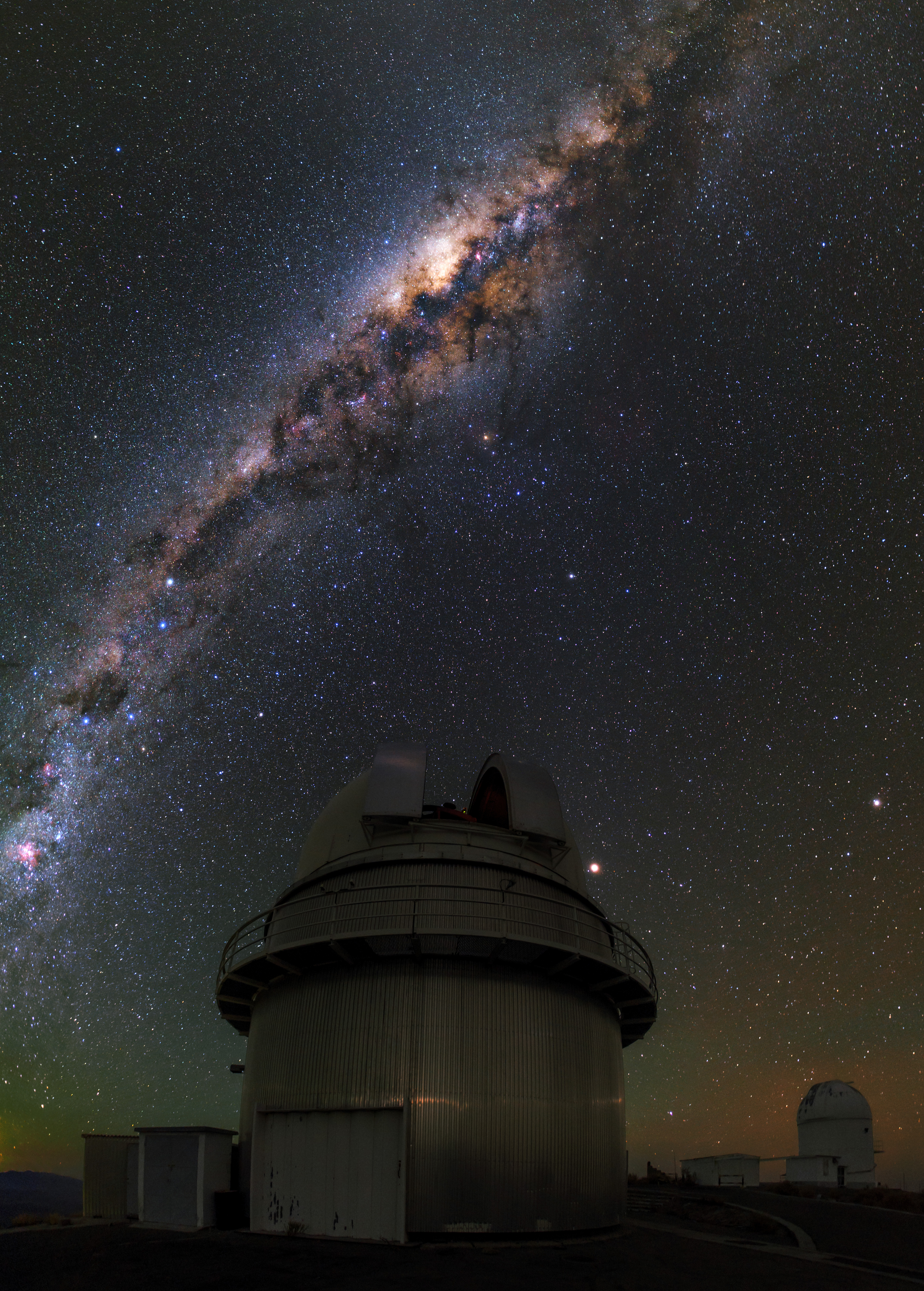
Cúpula del telescopio danés de 1,54 metros que funciona en el Observatorio de La Silla desde 1979

- El telescopio Rapid Eye Mount es un pequeño telescopio automático de reacción rápida con un espejo primario 60 centímetros (23,6 plg). El telescopio, en una montura altazimutal, comenzó a funcionar en octubre de 2002. El objetivo principal del telescopio es seguir el resplandor posterior de los GRB detectados por el satélite Swift Gamma-Ray Burst Mission.[27]
- El TRAPPIST belga es una empresa conjunta entre la Universidad de Lieja y el Observatorio de Ginebra. El telescopio de 0,60 metros está especializado en cometas, exoplanetas, y fue uno de los pocos telescopios que observó una ocultación estelar del planeta enano Eris, revelando que podría ser más pequeño que Plutón.[28]
- El Telescopio de acción rápida para objetos transitorios, TAROT, es un telescopio robótico óptico de movimiento muy rápido capaz de observar un estallido de rayos gamma desde su inicio. Los satélites que detectan GRBs envían señales a TAROT, que puede proporcionar una posición de sub-arco segundo a la comunidad astronómica. Los datos del telescopio TAROT también son útiles para estudiar la evolución de los GRB, la física de una bola de fuego y el material que lo rodea.[29] Está operado desde el Observatorio de Haute-Provence en Francia.

## Descubrimientos fundamentales

### Proxima Centauri b, el exoplaneta potencialmente habitable más cercano
Un equipo de la ESO liderado por Guillem Anglada-Escudé encontró Proxima Centauri b. Este descubrimiento se publicó en la revista Nature en 24 de agosto de 2016.

### Estrellas en la órbita del agujero negro de la Vía Láctea
Se utilizaron varios telescopios de la ESO en una investigación que duró 16 años y que trataba de obtener vistas más detalladas de los alrededores del agujero negro supermasivo que existe en el centro de la galaxia.

### Universo en aceleración
Dos equipos de investigación independientes han mostrado que la expansión del universo se está expandiendo, sobre la base de observaciones de estrellas explosionando realizadas con los telescopios astronómicos de La Silla. Estos equipos de investigación recibieron el Premio Nobel de Física de 2011 por su descubrimiento.

### Estrella más antigua conocida de la Vía Láctea
Utilizando el Very Large Telescope (VLT) de la ESO, los astrónomos han medido la edad del cúmulo globular conocido más antiguo de la Vía Láctea. La estrella se originó hace 13,2 miles de millones de años en la era inicial de formación de estrellas en el universo. Sin embargo, parece que la estrella más antigua tendría 13,6 miles de millones de años, y que la estrella Methuselah podría ser incluso más antigua.

### Mediciones del exoplaneta spectra y su atmósfera
Se ha analizado por primera vez la atmósfera que rodea a un exoplaneta con el VLT. El planeta, llamado GJ 1214b, fue estudiado mientras pasaba por delante de su estrella madre y la luz de la estrella pasaba a través de la atmósfera del planeta.

### Primera imagen de un exoplaneta
El VLT obtuvo la primera imagen de un planeta fuera del sistema solar. El planeta, de masa equivalente a 5-Jupíteres, orbita una estrella enana marrón a una distancia que es 55 veces la distancia entre la Tierra y el Sol.

### Sistema planetario Rich
Utilizando el HARPS los astrónomos descubrieron un sistema planetario (que cuenta con al menos cinco planetas) orbitando una estrella similar al sol, HD 10180. Es posible que haya otros dos planetas, uno de los cuales tendría la menor masa conocida.

### Llamaradas de agujeros negros supermasivos en el centro de la Vía Láctea
El VLT y el APEX colaboraron en el estudio de las violentas llamaradas de agujeros negros supermasivos que existen en el centro de la Vía Láctea, revelando el material que va desprendiendo mientras orbita en el intenso campo gravitatorio cerca del agujero negro central.

### Ráfagas de rayos gamma
Los telescopios de la ESO han probado que las ráfagas largas de rayos gamma están vinculadas a la explosión estelar de grandes estrellas; las ráfagas cortas de rayos gamma parecen en cambio producirse por la fusión de estrellas de neutrón.

### Movimiento estelar de la Vía Láctea
Después de más de 1000 de observación en La Silla durante un periodo de 15 años, los astrónomos han establecido que el movimiento de más de 14 000 estrellas similares al sol en la vecindad de este (lo que demostraría que la Vía Láctea es más turbulenta y caótica de lo que se creía en u principio).

### Mediciones de la temperatura cósmica
El VLT ha detectado, por primera vez, moléculas de monóxido de carbono en una galaxia localizada a 11 mil millones de años luz. Este descubrimiento ha permitido a los astrónomos obtener una medida precisa de la temperatura cósmica de una localización tan remota.

### Planeta Giliese 581 c
En abril de 2007 el observatorio anunció el descubrimiento del planeta Gliese 581 c cuya característica más destacada es que es el primero que se descubre que posee temperaturas que permiten mantener agua líquida en su superficie y el más parecido a la Tierra. El descubrimiento fue realizado por un grupo de astrónomos que trabaja en el telescopio de 3,6 m de La Silla junto al instrumento HARPS.